# Žirodin
Žirodin se pojmovno može opisati kao zrakoplov s fiksnim krilom opremljen dodatnim rotorom, pogonjenim terminezonskim mlaznim motorima - TMM (eng. tip-jet; mlazni motor na završetku svakog kraka rotora), namijenjen za okomito ili vrlo kratko uzlijetanje i slijetanje, koji je sposoban letjeti u režimu autorotacije tijekom krstarećeg leta uz isključene TMM, i uz stvaranje standardnog aerodinamičnog uzgona na krilima. 